# Zach Lofton
Zach Lofton (ur. 18 listopada 1992 w Saint Paul) – amerykański koszykarz występujący na pozycji rzucającego obrońcy, obecnie zawodnik zespołu G-League – Grand Rapids Drive.
15 stycznia 2019 został zwolniony przez Detroit Pistons, ale nadal pozostał zawodnikiem Grand Rapids Drive.

## Osiągnięcia
Stan na 2 lutego 2019, na podstawie, o ile nie zaznaczono inaczej.
NJCAA
- Zaliczony do II składu regionu XIV NJCAA (2013)

NCAA
- Uczestnik rozgrywek turnieju NCAA (2017, 2018)
- Mistrz:
  - turnieju konferencji:
    - Southwestern Athletic (SWAC – 2017)
    - Western Athletic (WAC – 2018)

  - sezonu regularnego:
    - SWAC (2017)
    - WAC (2018)
- Zawodnik roku konferencji Southwestern Athletic (2017)[5]
- Najlepszy nowo-przybyły zawodnik konferencji SWAC (2017)
- Zaliczony do:
  - I składu:
    - SWAC (2017)
    - WAC (2018)
    - turnieju WAC (2018)
    - najlepszych nowo-przybyłych zawodników WAC (2018)

  - składu All-American honorable mention (2017 przez Associated Press)
- Lider konferencji:
  - WAC w liczbie:
    - celnych (2017) o oddanych (476) rzutów z gry (2018)
    - oddanych rzutów za 3 punkty (229 – 2018)

  - SWAC w liczbie:
    - zdobytych punktów (587 – 2017)
    - oddanych rzutów za 2 punkty (312 – 2017)
    - celnych (184) i oddanych (234) rzutów wolnych (2017)
- Zawodnik tygodnia:
  - SWAC (22.11.2016, 16.11.2016)
  - WAC (27.11.2017, 15.01.2018, 24.12.2017, 18.12.2017)